# Paulinho McLaren
Paulo César Vieira Rosa, genannt Paulinho McLaren, (* 28. Juli 1963 in Igaraçu do Tietê, SP) ist ein brasilianischer Fußballtrainer und ehemaliger Fußballspieler.

## Karriere

### Spieler
Zu Beginn seiner Karriere durchlief Paulinho McLaren verschiedene zweit- und drittklassige Vereine im Bundesstaat São Paulo, bevor im Alter von 26 Jahren seine erste Verpflichtung durch einen Erstligaclub (Athletico Paranaense) erfolgte. Weitere Vereinswechsel brachten ihn zum FC Santos, wo er 1991 die Krone des Torschützenkönigs in der brasilianischen Meisterschaft erlangen konnte. Dieser Erfolge veranlasste den FC Porto zur Verpflichtung des Spielers. Er konnte hier seine ersten zwei Titel gewinnen, musste aber bereits nach einem wieder Jahr zurück nach Brasilien wechseln. Es folgten Stationen bei weiterhin erstklassigen Vereinen und kurze Aufenthalte in Japan und den USA. 1999 beendete er seine aktive Spielerlaufbahn.

### Trainer
Im Jahr 2008 fungierte Paulinho McLaren als Trainer der U-17-Team des Rio Claro Futebol Clube aus São Paulo. Noch im selben Jahr übernahm er das Profiteam. Danach erfolgten Verpflichtungen durch verschiedene unterklassige brasilianische Vereine sowie eine durch Al Ta'ee in Saudi-Arabien. Im Oktober 2021 wurde bekannt, dass Paulinho McLaren beim Bandeirante EC für die Saison 2022 als Trainer engagiert wurde, dem Klub, in dem er seine Profispielerlaufbahn begann.

## Erfolge als Spieler
Porto
- Portugiesischer Fußballmeister: 1992/93
- Portugiesischer Fußball-Supercup: 1992/93

Internacional
- Staatsmeisterschaft von Rio Grande do Sul: 1994

Cruzeiro:
- Copa de Oro Nicolás Leoz: 1995
- Copa do Brasil: 1996

## Auszeichnungen
- Brasilianischer Torschützenkönig: 1991
- Bola de Prata: 1991